# Championnats d'Asie d'athlétisme 1987
Navigation
Les 7e Championnats d'Asie d'athlétisme se sont déroulés à Singapour, en 1987. 

## Résultats

### Hommes
| Event | Or                          | Or             | Argent                       | Argent         | Bronze                       | Bronze         |
| --- | --------------------------- | -------------- | ---------------------------- | -------------- | ---------------------------- | -------------- |
| 100 m | Talal Mansour Qatar         | 10 s 41        | Cheng Hsin-Fu Taïpei chinois | 10 s 56        | Li Tao Chine                 | 10 s 57        |
| 200 m | Talal Mansour Qatar         | 20 s 71        | Li Feng Chine                | 21 s 12        | Cheng Hsin-Fu Taïpei chinois | 21 s 21        |
| 400 m | Mohammed Al-Malki Oman      | 45 s 77        | Mohamed Nordin Jadi Malaisie | 47 s 05        | Yoshito Toshida Japon        | 47 s 32        |
| 800 m | Ismaïl Youssef Qatar        | 1 min 47 s 81  | Ryu Tae-Kyung Corée du Sud   | 1 min 48 s 00  | Ramasamy Haridas Malaisie    | 1 min 48 s 27  |
| 1500 m | Duan Xiuquan Chine          | 3 min 45 s 11  | Shigeki Nakayama Japon       | 3 min 45 s 41  | Yutaka Hoshino Japon         | 3 min 45 s 76  |
| 5000 m | Ahmed Ibrahim Warsama Qatar | 14 min 09 s 29 | Yoshiaki Iwasa Japon         | 14 min 10 s 91 | Cai Shangyan Chine           | 14 min 11 s 30 |
| 10 000 m | Cai Shangyan Chine          | 29 min 47 s 85 | Ahmed Ibrahim Warsama Qatar  | 30 min 03 s 02 | Lee Sang-Geun Corée du Sud   | 30 min 06 s 79 |
| 3000 m steeple | Masashi Otokita Japon       | 9 min 04 s 21  | Ali Ahmed Saleh Qatar        | 9 min 08 s 03  | Kim Hyun-Hwa Corée du Sud    | 9 min 08 s 76  |
| 110 m haies | Yang Guang Chine            | 14 s 04        | Yu Zhicheng Chine            | 14 s 06        | Nagi Ghazi Iraq              | 14 s 30        |
| 400 m haies | Shigenori Ohmori Japon      | 50 s 09        | Jasem Al-Douwaila Koweït     | 50 s 46        | Nasser Mohammed Qatar        | 51 s 15        |
| 20 km marche | Liu Jianli Chine            | 1 h 33 min 16  | Jung Pil-Hwa Corée du Sud    | 1 h 37 min 49  | Yoshihiro Oie Japon          | 1 h 39 min 44  |
| 4 × 100 m | Qatar                       | 39 s 20        | Chine                        | 39 s 40        | Taïpei chinois               | 39 s 68        |
| 4 × 400 m | Japon                       | 3 min 09 s 31  | Malaisie                     | 3 min 09 s 72  | Taïpei chinois               | 3 min 09 s 86  |
| Saut en hauteur | Liu Yunpeng Chine           | 2,24 m         | Cho Hyun-wook Corée du Sud   | 2,22 m         | Ramjit Nairulal Malaisie     | 2,10 m         |
| Saut à la perche | Liang Xueren Chine          | 5,35 m         | Teruhisa Kamiya Japon        | 5,15 m         | Guu Jin-Shoei Taïpei chinois | 5,10 m         |
| Saut en longueur | Kim Won-Jin Corée du Sud    | 8,00 m         | Liu Yuhuang Chine            | 7,98 m         | Wang Shijie Chine            | 7,91 m         |
| Triple saut | Park Young-Jun Corée du Sud | 16,37 m        | Du Benzhong Chine            | 16,37 m        | Noboru Sasano Japon          | 15,82 m        |
| Lancer du poids | Ma Yongfeng Chine           | 18,32 m        | Gong Yitian Chine            | 18,05 m        | Balwinder Singh Inde         | 17,56 m        |
| Lancer du disque | Li Weinan Chine             | 56,10 m        | Wang Daoming Chine           | 54,48 m        | Mansour Ghorbani Iran        | 53,00 m        |
| Lancer du marteau | Xie Yingqi Chine            | 66,36 m        | Akiyoshi Ikeda Japon         | 65,98 m        | Yu Guangming Chine           | 65,74 m        |
| Lancer du javelot | Takahiro Yamada Japon       | 72,62 m        | Frans Mahuse Indonésie       | 72,30 m        | Ji Zhanzheng Chine           | 70,80 m        |
| Décathlon | Gong Guohua Chine           | 7848 pts       | Chen Zebin Chine             | 7554 pts       | Lee Fu-An Taïpei chinois     | 7515 pts       |
| Records et Performances - AR : Record continental (area record) - CR : Record des championnats (championship record) - MR : Record du meeting (meet record) - NR : Record national (national record) - OR : Record olympique (olympic record) - PR : Record paralympique (paralympic record) - PB : Record personnel (personal best) - SB : Meilleure performance personnelle de la saison (season's best) - WL : Meilleure performance mondiale de l'année (world leader) - WJR : Record du monde junior (world junior record) - WR : Record du monde (world record) Circonstances et Conditions - DNF : N'a pas terminé (did not finish) - DNS : N'a pas pris le départ (did not start) - DQ : Disqualification (disqualification) - NM : Aucun essai valable enregistré (No Mark) - Q : Qualifié « directement » au prochain tour (ou à la prochaine compétition), lors d'une compétition majeure, grâce au classement ou à la réalisation des minima (automatic qualifier) - q : Qualifié au prochain tour (ou à la prochaine compétition), lors d'une compétition majeure, grâce au repêchage ou à la réalisation de l'une des meilleures performances parmi celles des « non qualifiés directement » (grâce au meilleur temps ou à la meilleure distance par exemple) (secondary qualifier) |                             |                |                              |                |                              |                |

### Femmes
| Event | Or                         | Or             | Argent                        | Argent         | Bronze                      | Bronze         |
| --- | -------------------------- | -------------- | ----------------------------- | -------------- | --------------------------- | -------------- |
| 100 m | Lydia de Vega Philippines  | 11 s 43        | P.T. Usha Inde                | 11 s 74        | Tian Yumei Chine            | 11 s 76        |
| 200 m | Lydia de Vega Philippines  | 23 s 38        | Pan Weixin Chine              | 24 s 06        | Hiromi Isozaki Japon        | 24 s 18        |
| 400 m | P.T. Usha Inde             | 52 s 31        | Vandana Shanbagh Inde         | 53 s 22        | Xie Zhiling Chine           | 54 s 16        |
| 800 m | Choi Se-Bum Corée du Sud   | 2 min 05 s 11  | Jiang Shuling Chine           | 2 min 05 s 21  | Lim Chun-Ae Corée du Sud    | 2 min 05 s 39  |
| 1500 m | Yang Liuxia Chine          | 4 min 19 s 29  | Noe Hye-Soon Corée du Sud     | 4 min 23 s 52  | Kim Ryon-Sun Corée du Nord  | 4 min 25 s 44  |
| 3000 m | Kim Chun-Mae Corée du Nord | 9 min 17 s 19  | Zhang Xiuyun Chine            | 9 min 17 s 61  | Kim Ryon-Sun Corée du Nord  | 9 min 18 s 76  |
| 10 000 m | Wang Huabi Chine           | 34 min 56 s 34 | Keiko Honma Japon             | 35 min 31 s 04 | Kim Gun-Hui Corée du Nord   | 37 min 04 s 12 |
| 100 m haies | Feng Yinghua Chine         | 13 s 56        | Chen Wen-Ying Taïpei chinois  | 13 s 68        | Wang Shu-Hwa Taïpei chinois | 14 s 05        |
| 400 m haies | P.T. Usha Inde             | 56 s 48        | Chang Feng-Hua Taïpei chinois | 58 s 62        | Hitomi Koshimoto Japon      | 59 s 18        |
| 10 km marche | An Limei Chine             | 52 min 40 s 21 | Yuki Nanbu Japon              | 53 min 01 s 37 | Park Hyun-Joo Corée du Sud  | 53 min 56 s 86 |
| 4 × 100 m | Chine                      | 45 s 20        | Inde                          | 45 s 49        | Taïpei chinois              | 45 s 66        |
| 4 × 400 m | Inde                       | 3 min 34 s 50  | Japon                         | 3 min 39 s 70  | Taïpei chinois              | 3 min 40 s 32  |
| Saut en hauteur | Ni Xiuling Chine           | 1,92 m         | Kim Hee-Sun Corée du Sud      | 1,90 m         | Ye Peisu Chine              | 1,86 m         |
| Saut en longueur | Wang Zhihui Chine          | 6,70 m         | Liao Wenfen Chine             | 6,51 m         | Li Yong-Ae Corée du Nord    | 6,23 m         |
| Lancer du poids | Cong Yuzhen Chine          | 18,17 m        | Choi Mi-seon Corée du Sud     | 13,88          | Lee Jing-Hua Taïpei chinois | 13,33 m        |
| Lancer du disque | Xing Ailan Chine           | 58,08 m        | Juliana Effendi Indonésie     | 43,94 m        | Li Sin-Gum Corée du Nord    | 43,86 m        |
| Lancer du javelot | Li Baolian Chine           | 60,12 m        | Lee Huei-Cheng Taïpei chinois | 52,60 m        | Naomi Tokuyama Japon        | 50,14 m        |
| Heptathlon | Dong Yuping Chine          | 6036 pts       | Ma Miaolan Chine              | 5460 pts       | Wang Shu-Hwa Taïpei chinois | 5293 pts       |
| Records et Performances - AR : Record continental (area record) - CR : Record des championnats (championship record) - MR : Record du meeting (meet record) - NR : Record national (national record) - OR : Record olympique (olympic record) - PR : Record paralympique (paralympic record) - PB : Record personnel (personal best) - SB : Meilleure performance personnelle de la saison (season's best) - WL : Meilleure performance mondiale de l'année (world leader) - WJR : Record du monde junior (world junior record) - WR : Record du monde (world record) Circonstances et Conditions - DNF : N'a pas terminé (did not finish) - DNS : N'a pas pris le départ (did not start) - DQ : Disqualification (disqualification) - NM : Aucun essai valable enregistré (No Mark) - Q : Qualifié « directement » au prochain tour (ou à la prochaine compétition), lors d'une compétition majeure, grâce au classement ou à la réalisation des minima (automatic qualifier) - q : Qualifié au prochain tour (ou à la prochaine compétition), lors d'une compétition majeure, grâce au repêchage ou à la réalisation de l'une des meilleures performances parmi celles des « non qualifiés directement » (grâce au meilleur temps ou à la meilleure distance par exemple) (secondary qualifier) |                            |                |                               |                |                             |                |

## Tableau des médailles
| Rang | Nation         | Or | Argent | Bronze | Total |
| ---- | -------------- | -- | ------ | ------ | ----- |
| 1    | Chine          | 21 | 13     | 8      | 42    |
| 2    | Qatar          | 5  | 2      | 1      | 8     |
| 3    | Japon          | 4  | 7      | 7      | 18    |
| 4    | Corée du Sud   | 3  | 6      | 4      | 13    |
| 5    | Inde           | 3  | 3      | 1      | 7     |
| 6    | Philippines    | 2  | 0      | 0      | 2     |
| 7    | Corée du Nord  | 1  | 0      | 5      | 6     |
| 8    | Oman           | 1  | 0      | 0      | 1     |
| 9    | Taïpei chinois | 0  | 4      | 10     | 14    |
| 10   | Malaisie       | 0  | 2      | 2      | 4     |
| 11   | Indonésie      | 0  | 2      | 0      | 2     |
| 12   | Koweït         | 0  | 1      | 0      | 1     |
| 13   | Iran           | 0  | 0      | 1      | 1     |
| 13   | Iraq           | 0  | 0      | 1      | 1     |